# 1973 en Tunisie
Chronologie de la Tunisie
- 1969
- 1970
- 1971
- 1972
- 1973
- 1974
- 1975
- 1976
- 1977

Cet article présente les faits marquants de l'année 1973 en Tunisie ou relatifs à la Tunisie.

## Événements
- mars : des pluies exceptionnelles dans le nord du pays provoquent de graves inondations[1].
- 12 mai : le président algérien Houari Boumédiène propose, lors d'un sommet organisé au Kef, la constitution d'une union tuniso-algérienne ; Habib Bourguiba décline cette proposition et avance le développement de la coopération économique entre les deux pays.
- 31 mai : les condamnés de 1963 qui n'ont pas été exécutés, suite au procès relatif au complot contre Habib Bourguiba, sont graciés par Bourguiba et libérés[2].
- 6-23 octobre : un contingent tunisien participe à la guerre du Kippour ; il est composé de 1 200 soldats auprès des forces égyptiennes dans le delta du Nil.
- 5 novembre : une circulaire du ministère de la Justice, afin « d'éloigner les côtés négatifs de l'Occident »[3], fait interdire les mariages entre musulmanes et non-musulmans[4] et juge nul les mariages mixtes où le conjoint ne s'est pas converti à l'islam[5] et où une attestation de conversion n'est pas fournie[3].

## Sports
- Championnats de Tunisie d'athlétisme 1973

### Football
- Coupe du Maghreb des clubs champions 1972-1973
- Équipe de Tunisie de football en 1973
- Championnat de Tunisie de football 1972-1973
- Championnat de Tunisie de football 1973-1974
- Coupe de Tunisie de football 1972-1973
- Coupe de Tunisie de football 1973-1974

### Handball
- Championnat de Tunisie masculin de handball 1972-1973
- Championnat de Tunisie masculin de handball 1973-1974

### Volley-ball
- Équipe de Tunisie de volley-ball en 1973
- Championnat de Tunisie masculin de volley-ball 1972-1973
- Championnat de Tunisie masculin de volley-ball 1973-1974

## Culture
- Au pays du Tararanni, film à sketches tunisien, réalisé en 1972 et sorti une année plus tard, se basant sur le recueil de nouvelles d'Ali Douagi Autant il m'a éveillé des nuits (سهرت منه الليالي) se déroulant dans la Tunisie des années 1930.
- Ommi Traki, film tunisien qui était à l'origine une série télévisée ayant remporté un énorme succès dans les années 1970.
- R.A.S., film franco-italo-tunisien réalisé par Yves Boisset et sorti en 1973.
- Sourakh, film tunisien et quatrième long métrage d'Omar Khlifi ; le réalisateur se tourne vers la société tunisienne avec ses drames et ses douleurs après avoir rendu hommage au nationalisme tunisien et à ceux qui ont participé à l'indépendance.

## Naissances en 1973
- Naissance en Tunisie en 1973

## Décès en 1973
- Décès en Tunisie en 1973